# Предшколска установа „Лане” Кучево
Предшколска установа „Лане” Кучево је прва установа за васпитање и образовање деце предшколског узраста на територији Општине Кучево. Установу је основала тадашња Самоуправна интересна заједница Дечје заштите Кучево 14. децембра 1982. године.
Основна делатност Установе је предшколско васпитање, образовање, нега и превентивна заштита деце, узраста од годину дана до поласка у школу.

## Програм рада и објекти
Програм рада установе остварује се у пет јаслених група и пет васпитних група и две групе ППП-а. На реализацији програмских задатака ангажовано је дванаест васпитача и десет медицинских сестара-васпитача који су распоређени у три објекта:
- У објекту „Сунце” у улици Браће Ивковић бр. 2, ангажовано је шест васпитача у три васпитне групе (млађа, средња и старија-припремно предшколски програм) и четири медицинске сестре – васпитача у две јаслене групе (мешовита/млађа и старија),
- У објекту „Маслачак” у улици Жике Поповића бр. 68 ангажовано је четири васпитача у две васпитне групе (мешовита и старија- припремно предшколски програм) и четри медицинске сестре у млађој и старијој јасленој групи,
- У објекту „Цврчак” у простору основне школе „Милутин Миланковић” у Раброву ангажовано је двоје васпитача у једној мешовитој васпитној групи и две медицинске сестре-васпитача за рад у мешовитој јасленој групи.